# Reacción del haloformo
La reacción del haloformo es una reacción orgánica en la que se produce un haloformo (CHX3, donde X es un halógeno) por halogenación exhaustiva de una metilcetona (una molécula que contiene el grupo R-CO-CH3) en presencia de una base. R puede ser hidrógeno, un radical alquilo o un radical arilo. La reacción puede ser utilizada para producir CHCl3, CHBr3 o CHI3.

## Alcance
Los sustratos que pueden sufrir exitosamente la reacción del haloformo son las metilcetonas y los alcoholes secundarios oxidables a metilcetonas, como el isopropanol. El halógeno usado puede ser dicloro, dibromo, o diyodo. El fluoroformo (CHF3) no puede ser preparado a partir de una metilcetona por la reacción del haloformo, debido a la inestabilidad del hipofluorito, pero los compuestos del tipo RCOCF3 se rompen con base para producir fluoroformo (CHF3); esto es equivalente a la segunda y tercera etapa en el proceso mostrado arriba.

## Mecanismo
En el primer paso, el halógeno se desproporciona en la presencia del hidróxido, para producir el halogenuro e hipohalito:
X2 + OH−→ XO−+ X− + H+ (X = Cl, Br, I)
Si está presente la función CH3-CH2R-OH (esto es, un alcohol secundario, o bien etanol si R=H), es oxidado a una cetona por el hipohalito:
Si está presente una metilcetona, reacciona con el hipohalito en un proceso de tres etapas:
(1) R-CO-CH3 + 3 OX- → R-CO-CX3 + 3 OH−
(2) R-CO-CX3 + OH− → RCOOH + −CX3
(3) RCOOH + −CX3 → RCOO− + CHX3
El mecanismo de reacción detallado es como sigue:
Bajo condiciones básicas, la cetona sufre tautomerización ceto-enol, y subsecuente formación del anión enolato. El enolato sufre ataque electrofílico por el hipohalito (que contiene un halógeno con carga formal +1). Cuando la posición alfa ha sido halogenada exhaustivamente, la molécula sufre una sustitución nucleofílica acílica por hidróxido, con −CX3 como grupo saliente, puesto que está estabilizado por tres EWG. El anión −CX3 abstrae un protón, bien del ácido carboxílico formado, o del solvente, y forma el haloformo.

## Usos
Esta reacción fue usada tradicionalmente para determinar la presencia de una metilcetona, o un alcohol secundario oxidable a metil cetona, a través de la prueba del yodoformo. Hoy en día, las técnicas espectroscópicas como RMN y la espectroscopia IR son preferidas, debido a que requieren muestras más pequeñas, pueden ser no destructivas (para la RMN) y son fáciles y rápidas de efectuar.
Anteriormente fue usada para producir yodoformo y bromoformo, inclusive cloroformo, a nivel industrial.
En química orgánica, esta reacción puede ser usada para convertir una metilcetona terminal en un ácido carboxílico apropiado.

## Prueba del haloformo

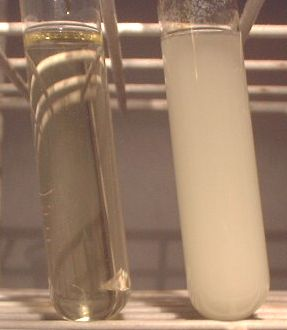
Pruebas del yodoformo negativa y positiva

Cuando se usan yodo e hidróxido de sodio como reactivos, una reacción positiva produce yodoformo. El yodoformo (CHI3) es una sustancia de color amarillo pálido. Debido a su elevada polarizabilidad, por sus tres átomos de yodo, es un sólido a temperatura ambiente (confróntese con el cloroformo y el bromoformo). Es insoluble en agua, y tiene un olor a antiséptico. Se formará un precipitado visible de este compuesto a partir de una muestra, sólo cuando esté presente una metilcetona, etanal, alcohol secundario de metilo, o etanol

## Historia
La reacción del haloformo es una de las reacciones orgánicas más viejas conocidas. En 1822, Serulles hizo reaccionar etanol con diyodo e hidróxido de sodio en agua para formar formiato de sodio y yodoformo, denominado en el lenguaje de aquel tiempo hidroyoduro de carbono. En 1831, Justus Liebig reportó la reacción del cloral con hidróxido de calcio a cloroformo y formiato de calcio. La reacción fue redescubierta por Adolf Lieben en 1870. La prueba del yodoformo también es llamada la reacción del haloformo de Lieben. Una revisión de la reacción del haloformo con una sección histórica fue publicada en 1934.